# Championnats des quatre continents de patinage artistique 2024
Navigation
Édition précédente Édition suivante
Les Championnats des quatre continents de patinage artistique 2024 ont lieu du 30 janvier au 4 février 2024 à l'Oriental Sports Center de Shanghai en Chine.

## Qualifications
Les patineurs sont éligibles à l'épreuve s'ils représentent une nation non européenne membre de l'Union internationale de patinage (International Skating Union en anglais) et s'ils ont atteint l'âge de 16 ans avant le 1er juillet 2023 dans leur pays de naissance. La compétition correspondante pour les patineurs européens est le championnat d'Europe 2024. Les fédérations nationales sélectionnent leurs patineurs en fonction de leurs propres critères, mais l'Union internationale de patinage exige un score minimum d'éléments techniques (Technical Elements Score en anglais) lors d'une compétition internationale avant les championnats des Quatre Continents.

### Score minimum d'éléments techniques
L'Union internationale de patinage stipule que les notes minimales doivent être obtenues lors d'une compétition internationale senior reconnue par elle-même au cours de la saison en cours ou précédente, au plus tard 21 jours avant le premier jour d'entraînement officiel.
| Score minimum d'éléments techniques                                                         | Score minimum d'éléments techniques | Score minimum d'éléments techniques |
| Discipline                                                                                  | Programme court                     | Programme libre                     |
| Messieurs                                                                                   | 28.00                               | 46.00                               |
| Dames                                                                                       | 25.00                               | 42.00                               |
| Couples                                                                                     | 25.00                               | 42.00                               |
| Danse sur glace                                                                             | 30.00                               | 48.00                               |
| ------------------------------------------------------------------------------------------- | ----------------------------------- | ----------------------------------- |
| Les scores des programmes courts et libres peuvent être obtenus à différentes compétitions. |                                     |                                     |

### Nombre d'inscriptions par discipline
Chaque nation membre qualifiée peut avoir jusqu'à trois inscriptions par discipline.

## Podiums
| Épreuves                            | Or                                       | Argent                                       | Bronze                                   |
| ----------------------------------- | ---------------------------------------- | -------------------------------------------- | ---------------------------------------- |
| Messieurs résultats détaillés       | Yuma Kagiyama                            | Shun Sato                                    | Cha Jun-hwan                             |
| Dames résultats détaillés           | Mone Chiba                               | Kim Chae-yeon                                | Rinka Watanabe                           |
| Couples résultats détaillés         | Deanna Stellato-Dudek / Maxime Deschamps | Riku Miura / Ryuichi Kihara                  | Ellie Kam / Daniel O'Shea                |
| Danse sur glace résultats détaillés | Piper Gilles / Paul Poirier              | Laurence Fournier Beaudry / Nikolaj Sørensen | Christina Carreira / Anthony Ponomarenko |

## Tableau des médailles
| Rang  | Nation       | Or | Argent | Bronze | Total |
| ----- | ------------ | -- | ------ | ------ | ----- |
| 1     | Japon        | 2  | 2      | 1      | 5     |
| 2     | Canada       | 2  | 1      | 0      | 3     |
| 3     | Corée du Sud | 0  | 1      | 1      | 2     |
| 4     | États-Unis   | 0  | 0      | 2      | 2     |
| Total | Total        | 4  | 4      | 4      | 12    |

## Détails des compétitions

### Messieurs
| Rang                                        | Nom                   | Pays           | Points | Programme court | Programme court | Programme libre | Programme libre |
| ------------------------------------------- | --------------------- | -------------- | ------ | --------------- | --------------- | --------------- | --------------- |
| 1                                           | Yuma Kagiyama         | Japon          | 307.58 | 1               | 106.82          | 1               | 200.76          |
| 2                                           | Shun Sato             | Japon          | 274.59 | 2               | 99.20           | 3               | 175.39          |
| 3                                           | Cha Jun-hwan          | Corée du Sud   | 272.95 | 3               | 95.30           | 2               | 177.65          |
| 4                                           | Sōta Yamamoto         | Japon          | 263.43 | 4               | 94.44           | 4               | 168.99          |
| 5                                           | Jin Boyang            | Chine          | 256.89 | 5               | 89.41           | 5               | 167.48          |
| 6                                           | Mikhail Shaidorov     | Kazakhstan     | 244.80 | 7               | 81.76           | 6               | 163.04          |
| 7                                           | Wesley Chiu           | Canada         | 240.38 | 6               | 83.50           | 7               | 156.88          |
| 8                                           | Andrew Torgashev      | États-Unis     | 237.20 | 8               | 81.15           | 8               | 156.05          |
| 9                                           | Chen Yudong           | Chine          | 218.66 | 9               | 78.74           | 13              | 139.92          |
| 10                                          | Roman Sadovsky        | Canada         | 217.83 | 11              | 72.44           | 10              | 145.39          |
| 11                                          | Tomoki Hiwatashi      | États-Unis     | 217.74 | 10              | 75.39           | 11              | 142.35          |
| 12                                          | Maxim Naumov          | États-Unis     | 215.00 | 15              | 67.61           | 9               | 147.39          |
| 13                                          | Lim Ju-heon           | Corée du Sud   | 211.40 | 13              | 70.27           | 12              | 141.13          |
| 14                                          | Cha Young-hyun        | Corée du Sud   | 204.14 | 12              | 72.43           | 15              | 131.71          |
| 15                                          | Donovan Carrillo      | Mexique        | 202.47 | 14              | 67.66           | 14              | 134.81          |
| 16                                          | Dias Jirenbayev       | Kazakhstan     | 195.88 | 18              | 64.51           | 16              | 131.37          |
| 17                                          | Conrad Orzel          | Canada         | 194.92 | 17              | 65.07           | 17              | 129.85          |
| 18                                          | Edrian Paul Celestino | Philippines    | 180.31 | 20              | 62.86           | 18              | 117.45          |
| 19                                          | Rakhat Bralin         | Kazakhstan     | 177.89 | 19              | 63.17           | 19              | 114.72          |
| 20                                          | Dai Daiwei            | Chine          | 168.51 | 16              | 66.04           | 22              | 102.47          |
| 21                                          | Darian Kaptich        | Australie      | 166.41 | 22              | 55.76           | 20              | 110.65          |
| 22                                          | Ze Zeng Fang          | Malaisie       | 158.34 | 23              | 54.99           | 21              | 103.35          |
| 23                                          | Zhao Heung Lai        | Hong Kong      | 149.05 | 21              | 60.06           | 24              | 88.99           |
| 24                                          | Yuen Lap Kan          | Hong Kong      | 147.16 | 24              | 54.05           | 23              | 93.11           |
| Patineurs éliminés après le programme court |                       |                |        |                 |                 |                 |                 |
| 25                                          | Pagiel Yie Ken Sng    | Singapour      |        | 25              | 51.12           | NC              | NC              |
| 26                                          | Lin Fang-yi           | Taipei chinois |        | 26              | 48.85           | NC              | NC              |
| 27                                          | Charlton Doherty      | Australie      |        | 27              | 42.28           | NC              | NC              |

### Dames
| Rang                                          | Nom                     | Pays           | Points | Programme court | Programme court | Programme libre | Programme libre |
| --------------------------------------------- | ----------------------- | -------------- | ------ | --------------- | --------------- | --------------- | --------------- |
| 1                                             | Mone Chiba              | Japon          | 214.98 | 1               | 71.10           | 1               | 143.88          |
| 2                                             | Kim Chae-yeon           | Corée du Sud   | 204.68 | 2               | 69.77           | 3               | 134.91          |
| 3                                             | Rinka Watanabe          | Japon          | 202.17 | 4               | 67.22           | 2               | 134.95          |
| 4                                             | Ava Marie Ziegler       | États-Unis     | 201.19 | 3               | 68.25           | 4               | 132.94          |
| 5                                             | Wi Seo-yeong            | Corée du Sud   | 193.57 | 6               | 64.44           | 5               | 129.13          |
| 6                                             | Madeline Schizas        | Canada         | 185.69 | 9               | 61.57           | 6               | 124.12          |
| 7                                             | Mai Mihara              | Japon          | 184.07 | 5               | 65.18           | 7               | 118.89          |
| 8                                             | Elyce Lin-Gracey        | États-Unis     | 173.98 | 8               | 62.83           | 11              | 111.15          |
| 9                                             | Sara-Maude Dupuis       | Canada         | 172.45 | 12              | 56.00           | 8               | 116.45          |
| 10                                            | Ting Tzu-han            | Taipei chinois | 171.87 | 10              | 59.17           | 10              | 112.70          |
| 11                                            | Lee Hae-in              | Corée du Sud   | 169.38 | 11              | 56.07           | 9               | 113.31          |
| 12                                            | Lindsay Thorngren       | États-Unis     | 162.63 | 7               | 64.11           | 12              | 98.52           |
| 13                                            | Chen Hongyi             | Chine          | 153.96 | 13              | 55.97           | 14              | 97.99           |
| 14                                            | Justine Miclette        | Canada         | 151.30 | 14              | 52.93           | 13              | 98.37           |
| 15                                            | Andrea Montesinos Cantú | Mexique        | 143.24 | 16              | 50.86           | 16              | 92.38           |
| 16                                            | Zhu Yi                  | Chine          | 139.52 | 15              | 52.77           | 19              | 86.75           |
| 17                                            | Sofiya Farafonova       | Kazakhstan     | 137.79 | 18              | 47.57           | 18              | 90.22           |
| 18                                            | Cheng Jiaying           | Chine          | 135.29 | 22              | 41.77           | 15              | 93.52           |
| 19                                            | Sofia Frank             | Philippines    | 134.79 | 21              | 42.43           | 17              | 92.36           |
| 20                                            | Joanna So               | Hong Kong      | 132.93 | 17              | 50.07           | 20              | 82.86           |
| 21                                            | Maria Chernyshova       | Australie      | 121.64 | 20              | 43.29           | 21              | 78.35           |
| 22                                            | Nuriya Suleimen         | Kazakhstan     | 115.98 | 19              | 45.69           | 23              | 70.29           |
| 23                                            | Anna Levkovets          | Kazakhstan     | 112.07 | 24              | 39.56           | 22              | 72.51           |
| 24                                            | Amanda Hsu              | Taipei chinois | 105.66 | 23              | 39.60           | 24              | 66.06           |
| Patineuses éliminées après le programme court |                         |                |        |                 |                 |                 |                 |
| 25                                            | Chow Hiu Yau            | Hong Kong      |        | 25              | 39.54           | NC              | NC              |
| 26                                            | Vlada Vasiliev          | Australie      |        | 26              | 32.63           | NC              | NC              |

### Couples
| Rang | Nom                                           | Pays        | Points | Programme court | Programme court | Programme libre | Programme libre |
| ---- | --------------------------------------------- | ----------- | ------ | --------------- | --------------- | --------------- | --------------- |
| 1    | Deanna Stellato-Dudek / Maxime Deschamps      | Canada      | 198.80 | 1               | 69.48           | 1               | 129.32          |
| 2    | Riku Miura / Ryuichi Kihara                   | Japon       | 190.77 | 2               | 65.61           | 3               | 125.16          |
| 3    | Ellie Kam / Daniel O'Shea                     | États-Unis  | 187.28 | 4               | 60.72           | 2               | 126.56          |
| 4    | Anastasia Golubeva / Hektor Giotopoulos Moore | Australie   | 183.83 | 7               | 58.79           | 4               | 125.04          |
| 5    | Lia Pereira / Trennt Michaud                  | Canada      | 182.05 | 6               | 59.89           | 5               | 122.16          |
| 6    | Peng Cheng / Wang Lei                         | Chine       | 180.22 | 5               | 60.18           | 6               | 120.04          |
| 7    | Chelsea Liu / Balázs Nagy                     | États-Unis  | 175.85 | 3               | 61.90           | 8               | 113.95          |
| 8    | Kelly Ann Laurin / Loucas Éthier              | Canada      | 174.47 | 8               | 58.50           | 7               | 115.97          |
| 9    | Valentina Plazas / Maximiliano Fernandez      | États-Unis  | 161.16 | 9               | 57.38           | 9               | 103.78          |
| 10   | Zhang Siyang / Yang Yongchao                  | Chine       | 157.32 | 10              | 55.70           | 10              | 101.62          |
| 11   | Isabella Gamez / Alexander Korovin            | Philippines | 142.86 | 12              | 49.79           | 11              | 93.07           |
| 12   | Wang Yuchen / Zhu Lei                         | Chine       | 139.56 | 11              | 53.66           | 12              | 85.90           |

### Danse sur glace
| Rang | Nom                                          | Pays         | Points | Danse rythmique | Danse rythmique | Danse libre | Danse libre |
| ---- | -------------------------------------------- | ------------ | ------ | --------------- | --------------- | ----------- | ----------- |
| 1    | Piper Gilles / Paul Poirier                  | Canada       | 214.36 | 1               | 85.49           | 1           | 128.87      |
| 2    | Laurence Fournier Beaudry / Nikolaj Sørensen | Canada       | 207.54 | 2               | 82.02           | 2           | 125.52      |
| 3    | Christina Carreira / Anthony Ponomarenko     | États-Unis   | 194.14 | 3               | 77.47           | 5           | 116.67      |
| 4    | Emilea Zingas / Vadym Kolesnik               | États-Unis   | 193.07 | 4               | 75.76           | 4           | 117.31      |
| 5    | Marie-Jade Lauriault / Romain Le Gac         | Canada       | 190.83 | 7               | 71.26           | 3           | 119.57      |
| 6    | Caroline Green / Michael Parsons             | États-Unis   | 190.53 | 5               | 75.37           | 6           | 115.16      |
| 7    | Hannah Lim / Ye Quan                         | Corée du Sud | 182.78 | 9               | 68.91           | 7           | 113.87      |
| 8    | Misato Komatsubara / Tim Koleto              | Japon        | 182.70 | 6               | 71.29           | 8           | 111.41      |
| 9    | Holly Harris / Jason Chan                    | Australie    | 176.34 | 8               | 69.34           | 9           | 107.00      |
| 10   | Utana Yoshida / Masaya Morita                | Japon        | 166.13 | 10              | 62.86           | 10          | 103.27      |
| 11   | Azusa Tanaka / Shingo Nishiyama              | Japon        | 157.63 | 11              | 62.09           | 12          | 95.54       |
| 12   | Chen Xizi / Xing Jianing                     | Chine        | 157.57 | 12              | 61.10           | 11          | 96.47       |
| 13   | Shi Shang / Wu Nan                           | Chine        | 147.28 | 13              | 55.11           | 13          | 92.17       |
| 14   | Natalia Pallu-Neves / Jayin Panesar          | Brésil       | 135.97 | 15              | 50.59           | 15          | 85.38       |
| 15   | India Nette / Eron Westwood                  | Australie    | 132.60 | 14              | 53.59           | 16          | 79.01       |
| 16   | Li Xuantong / Wang Xinkang                   | Chine        | 132.42 | 16              | 46.48           | 14          | 85.94       |